# نظام طاقة تخزين بحذافة

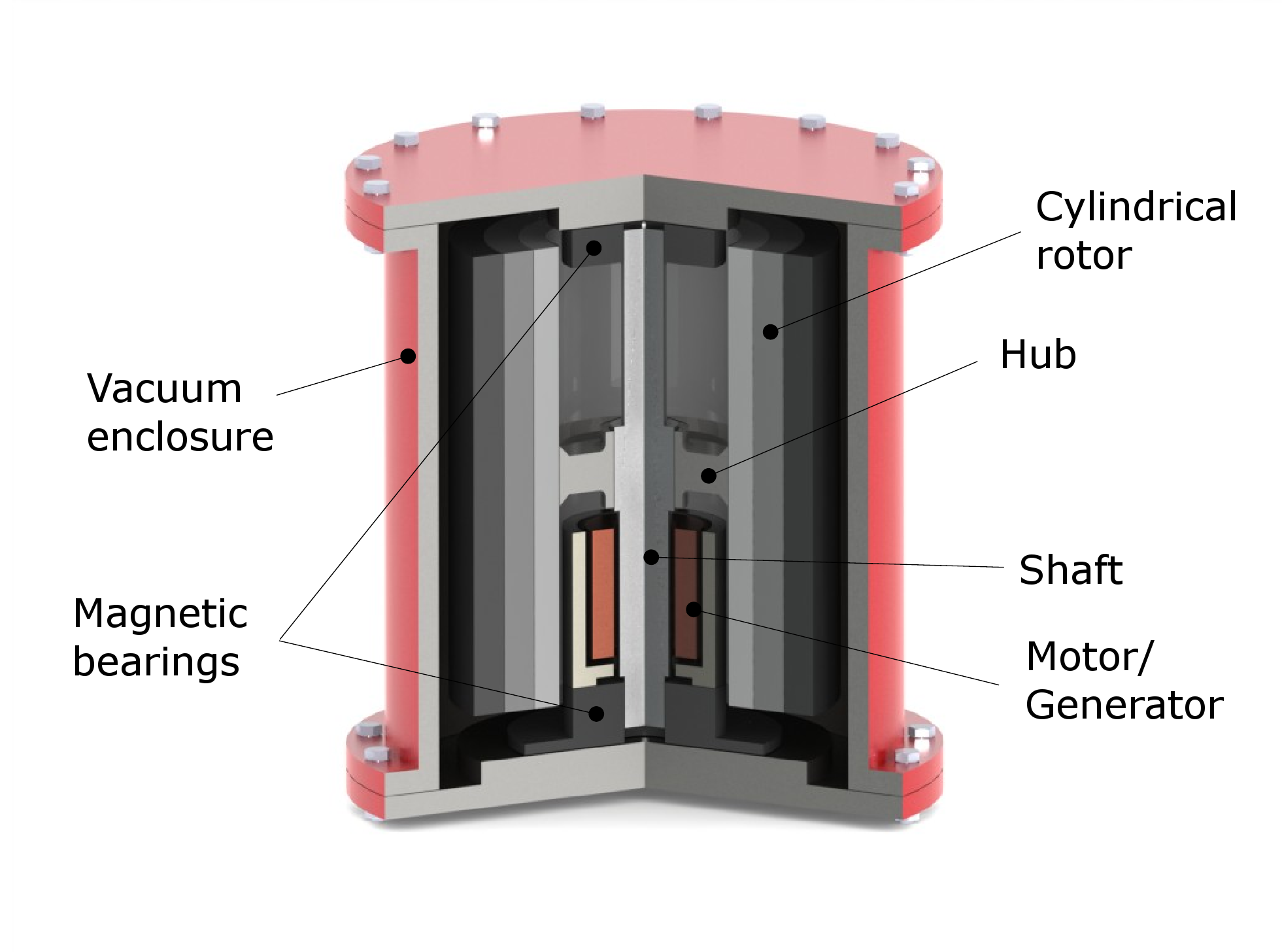
منظر مقطعي لتخزين الطاقة بحدافة دورانية ذات محامل مغناطيسية في حاوية مفرغة.

تستخدم نظام تخزين الطاقة بواسطة حدافة دورانية (انظر حدافة تخزين الطاقة) ، ويمكن أن يكون مرفق تخزين صغيرًا نسبيًا بطاقة ذروة تصل إلى 20 ميجاوات. يتم استخدامه عادةً لتحقيق الاستقرار إلى حد ما في شبكات الكهرباء ، لمساعدتها على البقاء على تردد الشبكة فيكون التردد مستقرا ، وكذلك لتكون احطياطي تخزين لتعويض قصير الأجل. على عكس محطات توليد الطاقة التخزينية الشائعة ، مثل محطات توليد الطاقة التي يتم ضخها بسعات تصل إلى 1000 ميجاوات في الساعة ، يمكن الحصول على الفوائد من محطات طاقة تخزين الحدافة (كدولاب موازنة ) من خلال منشأة تتراوح بين بضعة كيلووات في الساعة إلى عدة عشرات من الميجاوات في الساعة. يمكن مقارنتها في هذا التطبيق بمحطات تخزين البطاريات.
مجالات التطبيق الممكنة هي الأماكن التي يمكن فيها الحصول على الطاقة الكهربائية وتخزينها ، ويجب توفيرها مرة أخرى للتعويض على سبيل المثال ، التقلبات لمدة ثوان في طاقة الرياح أو الطاقة الشمسية. تتكون مرافق التخزين هذه من دواليب موازنة |حدافة) فردية في تصميم معياري. طاقة تصل إلى 150 كيلوواط ساعة يمكن امتصاصها أو تحرير ها لكل دولاب موازنة. من خلال مجموعات من عدة حدافات ( دواليب موازنة) ، والتي يتم وضعها بشكل فردي في خزانات فراغ مدفونة تحت الأرض، يمكن تحقيق طاقة إجمالية تصل إلى عدة عشرات من الميجاوات في الساعة. تعمل التوصيلات الكهربائية على تشغيل المحركات ذات الجهد المنخفض عبر دائرة وسيطة للتيار المستمر وأنظمة محول الطاقة قابلة للمقارنة مع تلك الموجودة في المصانع المستخدمة في تطبيق نقل التيار المباشر عالي الجهد.
في بعض الأحيان ، يتم إنشاء محطات طاقة تخزين البطاريات بأنظمة طاقة تخزين دولاب الموازنة من أجل الحفاظ على طاقة البطارية. يمكن أن تتعامل الحذافات مع التقلبات السريعة بشكل أفضل.

## أمثلة التطبيق

### فرملة السيارة والتسارع
في السيارات والمركبات يتم استخدام التخزين الصغير لحذافات الطاقة كآلية إضافية مع البطاريات ، لتخزين طاقة الكبح عن طريق التجديد. يمكن تخزين الطاقة على المدى القصير ثم إعادة إطلاقها مرة أخرى في مرحلة تسريع السيارة ذات التيارات الكهربائية الكبيرة جدًا. هذا يحافظ على طاقة البطارية.

### فرملة الترام والتسارع - تنعيم الطاقة
ثبت أن تخزين الحدافة مفيد في عربات الترام. أثناء الكبح (مثل عند الوصول إلى محطة) ، توجد قمم طاقة عالية لا يمكن إعادتها دائمًا إلى شبكة الطاقة بسبب الخطر المحتمل المتمثل في زيادة التحميل على النظام. توجد محطات توليد الطاقة لتخزين طاقة الحدافة في حاويات على جانب المسارات وتستهلك الطاقة الكهربائية الزائدة. على سبيل المثال ، يتم استرداد ما يصل إلى 200 ميجاوات من الطاقة سنويًا لكل نظام مكابح في تسفيكاو بألمانيا.

### التحكم في تردد شبكة الطاقة
في ستيفينتاون ، نيويورك ، تعمل شركة Beacon Power في محطة طاقة لتخزين دولاب موازنة بــ 200 حدافة بسعة 25 كيلو وات في الساعة و 100 كيلو وات في الساعة من الطاقة. يوفر هذا الجمع معًا قدرة 5 ميجاوات / ساعة و 20 ميجاوات / ساعة من الطاقة. تعمل الوحدات بسرعة قصوى عند 15000 دورة في الدقيقة. يتكون دولاب الموازنة الدوار من ألياف CFRP ملفوفة ومملوءة بالراتنج. يهدف التثبيت في المقام الأول إلى التحكم في تردد التيار الكهربائي. تباع هذه الخدمة إلى شبكة نيو يورك باور.
تستخدم شبكة كهرباء (SWM ، ميونيخ ، ألمانيا) نظام طاقة تخزين دولاب الموازنة لتحقيق الاستقرار في شبكة الطاقة ، وكذلك للتحكم في الطاقة والتعويض الضائع سريعا من مصادر الطاقة المتجددة. ينشيء تلك المنشأت شركة Jülich Stornetic GmbH الموجودة في مدينة يوليش. يتكون النظام من 28 دولاب موازنة بسعة 100 كيلو وات في الساعة وسعة 600 كيلو فولت أمبير (kVA). تدور الحذافات بسرعة تبلغ 45000 دورة في الدقيقة.
في أونتاريو ، كندا ، قامت شركة Temporal Power Ltd. بتشغيل محطة طاقة لتخزين دولاب الموازنة منذ عام 2014. وتتكون من 10 حذافات مصنوعة من الفولاذ. تزن كل حذافة أربعة أطنان وارتفاعها 2.5 متر. أقصى سرعة دوران 11500 دورة في الدقيقة. الطاقة القصوى 2 ميغاواط ساعة. يستخدم النظام لتنظيم التردد. بعد فترة تجريبية ناجحة مدتها ثلاث سنوات ، سيتم توسيع النظام إلى 20 ميجاوات و 100 ميجاوات في الساعة.

### التحول الزمني للطاقة المتجددة
تدير مدينة فريسنو في كاليفورنيا محطات طاقة لتخزين دولاب الموازنة أنشأتها Amber Kinetics لتخزين الطاقة الشمسية ، والتي يتم إنتاجها بكميات زائدة في النهار ، للاستهلاك في الليل.

### الأنظمة المنتشرة
يوجد حاليًا في جزيرة أروبا محطة طاقة لتخزين دولاب الموازنة بقدرة 5 ميجاوات في الساعة تم بناؤها بواسطة شركة Temporal Power Ltd. وتعتزم الجزيرة الموجودة في البحر الكاريبي تحويل إمدادات الطاقة إلى مصادر طاقة متجددة بنسبة 100 في المائة بحلول عام 2020

## فقدان الطاقة
أصبح من الممكن الآن (منذ 2013) بناء نظام حدافة تخزين الطاقة (دولاب موازنة) يفقد 5٪ فقط من الطاقة المخزنة فيه يوميًا (أي معدل التفريغ الذاتي منخفض جدا ).

## أنظر أيضا
- تسلا ميغاباك
- بيكون باور
- جدار طاقة تسلا
- احتياطي الطاقة هورنسديل